# Wiesenbronner Straße 32 (Kleinlangheim)

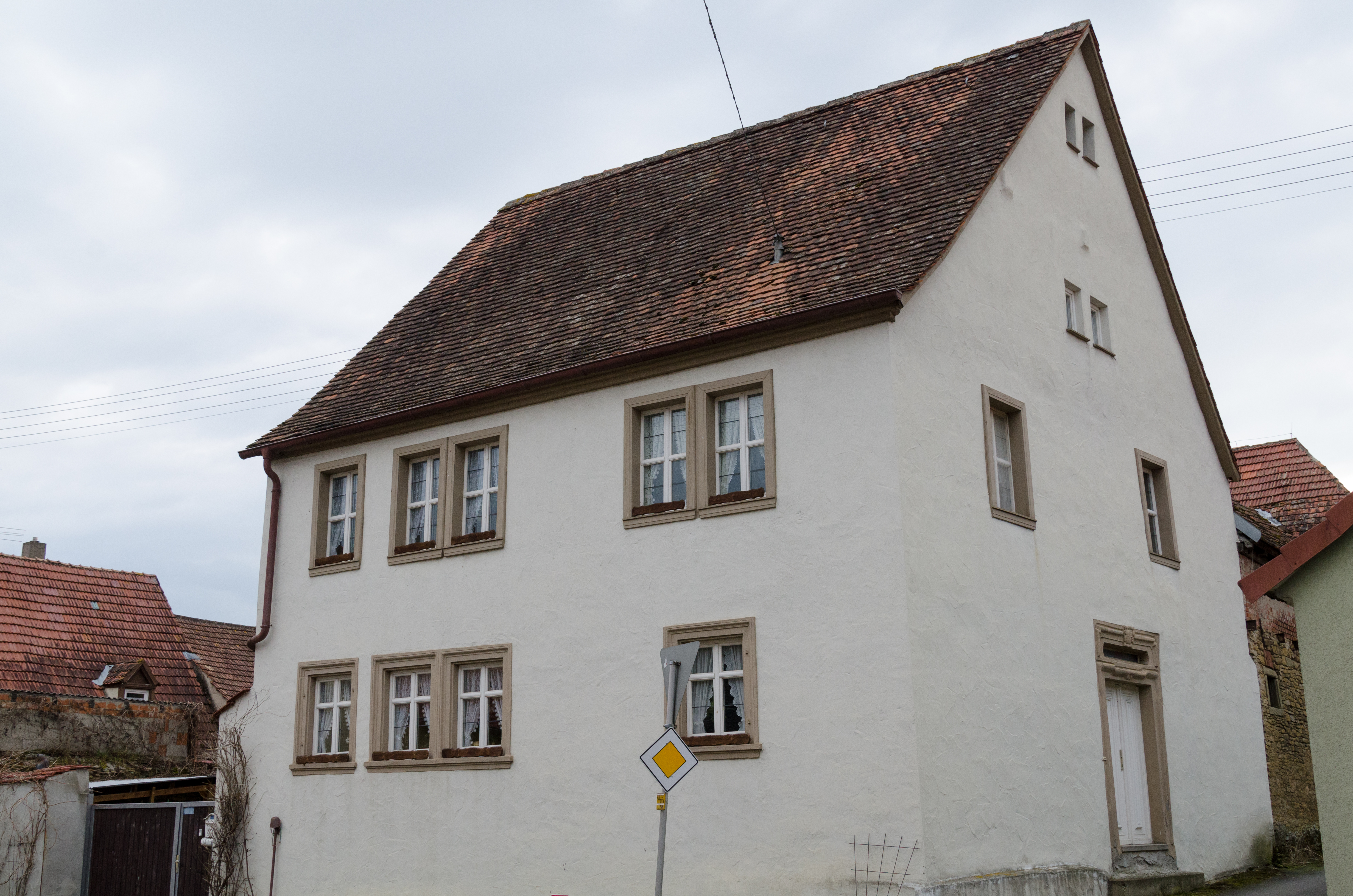
Das Haus in der Wiesenbronner Straße 32

Das Haus Wiesenbronner Straße 32 (früher Hausnummer 142) ist ein denkmalgeschütztes Gebäude in der unterfränkischen Gemeinde Kleinlangheim im Landkreis Kitzingen.

## Geschichte
Das Haus Wiesenbronner Straße 32 entstand in der Mitte des 18. Jahrhunderts. Es liegt innerhalb des Kleinlangheimer Altortes, jedoch nicht im Ortskern. Diese Lage verweist wohl auf eine späte Hofgründung, sodass an der Stelle des Hauses vielleicht kein Vorgängerbau stand. Unklar ist die historische Nutzung des stattlichen Gebäudes. Die Vermutung, dass das Haus als Amtshaus der Grafen zu Castell entstand, die noch im 13. Jahrhundert über Kleinlangheim herrschten, widerspricht der späten Hofgründung.

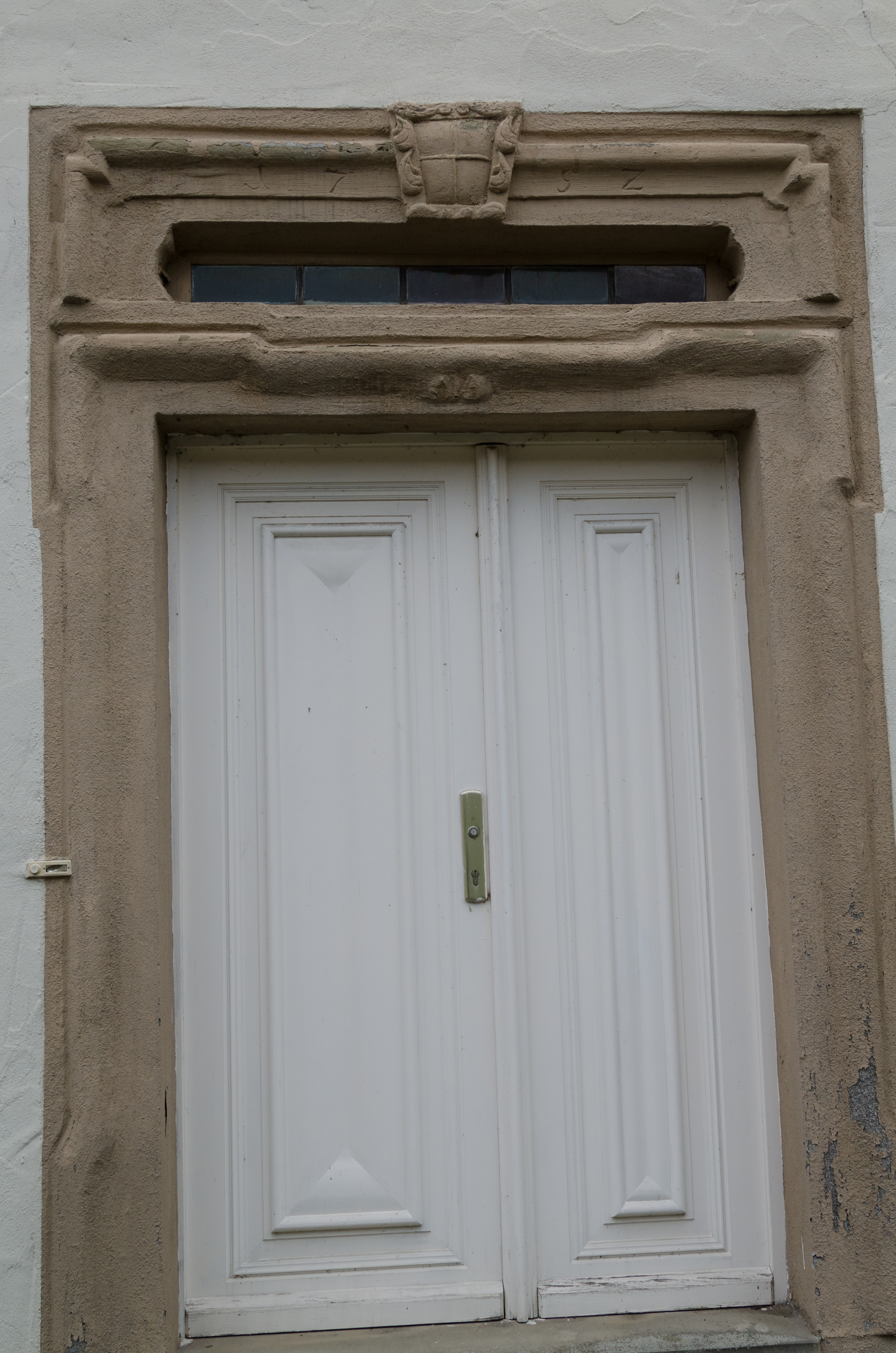
Tür mit Oberlicht an der Ostseite

Um 1830 war das Haus im Besitz des Bauern Friedrich Kraus. Die Ausstattung des Grundstückes mit 21 Hektar zugehörigen Landes machte das Haus zu einer der größeren Hofstellen in Kleinlangheim. Ab dem ausgehenden 19. Jahrhundert besaßen die Mitglieder der Familie Kistner das Anwesen, wobei sich die zum Hof gehörige Ackerfläche bereits reduziert hatte. Nach 1900 wurde das zum Grundstück gehörige Hofbäulein und die Toranlage abgerissen. Das Bayerische Landesamt für Denkmalpflege führt das Haus als Baudenkmal.

## Beschreibung
Das Haus präsentiert sich als zweigeschossiger Satteldachbau des 18. Jahrhunderts. Es wurde überwiegend in Massivbauweise errichtet und steht traufständig in Richtung der Wiesenbronner Straße. Das Haus wird, anders als die ursprüngliche Ummauerung vermuten ließe, auf der Nordseite bzw. der rückwärtigen Traufseite betreten. Insbesondere die repräsentative zweiflügelige Tür verweist auf die ehemals herrschaftliche Nutzung des Anwesens. Sie besitzt faszierte, geohrte Sandsteingewände und ein Aufsatz mit Oberlicht.
Das Haus besitzt einen fast quadratischen Grundriss und weist keinen Keller auf. Im Inneren unterscheiden sich Unter- und Obergeschoss in ihrem Aufbau (Flur-Küche bzw. Rauchkammer-Stube-Kammer) kaum. Besonders bedeutsam sind die 1996 noch sichtbaren Überreste der Fassadenarchitektur. So gliederten einst Gurtgesimse, Pilaster mit Blattwerk, Blumen und Rocaillen den Bau. Im Obergeschoss des Ostflügels war sogar Scheinarchitektur angebracht. Um 1800 wurden die Architekturelemente bereits weitgehend verputzt.